# Lebakgedong (plaats)
Lebakgedong is een bestuurslaag in het regentschap Lebak van de provincie Banten, Indonesië. Lebakgedong telt 3011 inwoners (volkstelling 2010).